# Yokosuka MXY4
Yokosuka MXY4 («Експериментальний літак-мішень») — літак-мішень Імперського флоту Японії періоду Другої світової війни.

## Історія створення
Навчальний планер-мішень Yokosuka MXY3 не повністю задовольняв командування ВПС флоту, тому у 1940 році Арсеналу флоту в Йокосуцібуло видане замовлення покращеного варіанту мішені, який мав бути оснащений двигуном.
Він отримав назву «Експериментальний літак-мішень» (або MXY4). Це був середньоплан, оснащений двигуном Nihon Semi 11 потужністю 32 к.с. Під крилами були розміщені два поплавки, що давало змогу посадку літака на поверхню води.
Мішень піднімалась у повітря на висоту до 3 000 м. літаком Kawanishi E7K, на якому була змонтована спеціальна трапеція. Після набору необхідної висоти літак випускався, і надалі керувався оператором на землі. Літак-мішень показав кращі результати порівняно з MXY3, особливо тривалість польоту, і був прийнятий на озброєння. Він використовувався для підготовки льотчиків-винищувачів.

## Тактико-технічні характеристики

### Технічні характеристики
- Довжина: 7,00 м
- Висота: 1,30 м
- Розмах крил: 10,00 м
- Площа крил: 13,00 м²
- Маса пустого: 510 кг